# Hunger of the Pine
Singles de Alt-J
Dissolve Me
(2013) Left Hand Free
(2014)
Hunger of the Pine est une chanson du groupe anglais Alt-J extraite en 2014 de leur deuxième album studio This Is All Yours. Sortie le 19 juin 2014 sur le label Infectious, la chanson sort en format numérique. La chanson a été écrite par Joe Newman, Gus Unger-Hamilton, Thom Green et produite par Charlie Andrew.

## Crédits
- Alt-J (∆) – Chant
- Charlie Andrew – Production
- Joe Newman, Gus Unger-Hamilton, Gwilym Sainsbury, Thom Green – Composition
- Infectious Music – Label

## Classements
| Classement (2014)                      | Meilleure position |
| -------------------------------------- | ------------------ |
| Australie (ARIA)                       | 71                 |
| Belgique (Flandre Ultratop 50 Singles) | 8                  |
| France (SNEP)                          | 147                |
| Royaume-Uni (UK Singles Chart)         | 59                 |
| Royaume-Uni (UK Indie Chart)           | 4                  |
| États-Unis (Hot Rock Songs)            | 20                 |

## Historique des sorties
| Pays        | Date         | Format                   | Label                              |
| ----------- | ------------ | ------------------------ | ---------------------------------- |
| Italie      | 19 juin 2014 | Radio                    | Spin-Go!                           |
| Royaume-Uni | 19 juin 2014 | Téléchargement numérique | Infectious Records                 |
| États-Unis  | 19 juin 2014 | Téléchargement numérique | Canvasback Music, Atlantic Records |